# (758) Mancunia
(758) Mancunia ist ein Asteroid des Hauptgürtels, der am 18. Mai 1912 vom südafrikanischen Astronomen Harry Edwin Wood in Johannesburg entdeckt wurde.
Der Name des Asteroiden ist von der britischen Stadt Manchester abgeleitet.